# Ошибана
Ошибана (яп. 押し花, англ. oshibana, пресована флористика) — різновид флористики, виготовлення картин з природних матеріалів — листя, квітів, пуху та ін.

## Техніка
Природний матеріал рослинного походження (квіти, листя, насіння, тополиний пух, трава, кора дерев тощо) висушується під ґнітом або в гербарній сітці (іноді застосовуючи спеціальну попередню обробку) та стає пласким, часом міняє колір. Далі матеріал, підготований до використання, розміщується та приклеюється (чи закріплюється іншим чином) до основи (особливі різновиди паперу, тканини). Іноді, перед нанесенням матеріалу на папір, його попередньо «відмивають» аквареллю.
Кожен елемент із особливою ретельністю та обережністю розміщується на своєму місці; уява та ювелірна точність митця примушує листя перетворитися на дерева, пелюстки — на силуети гір.

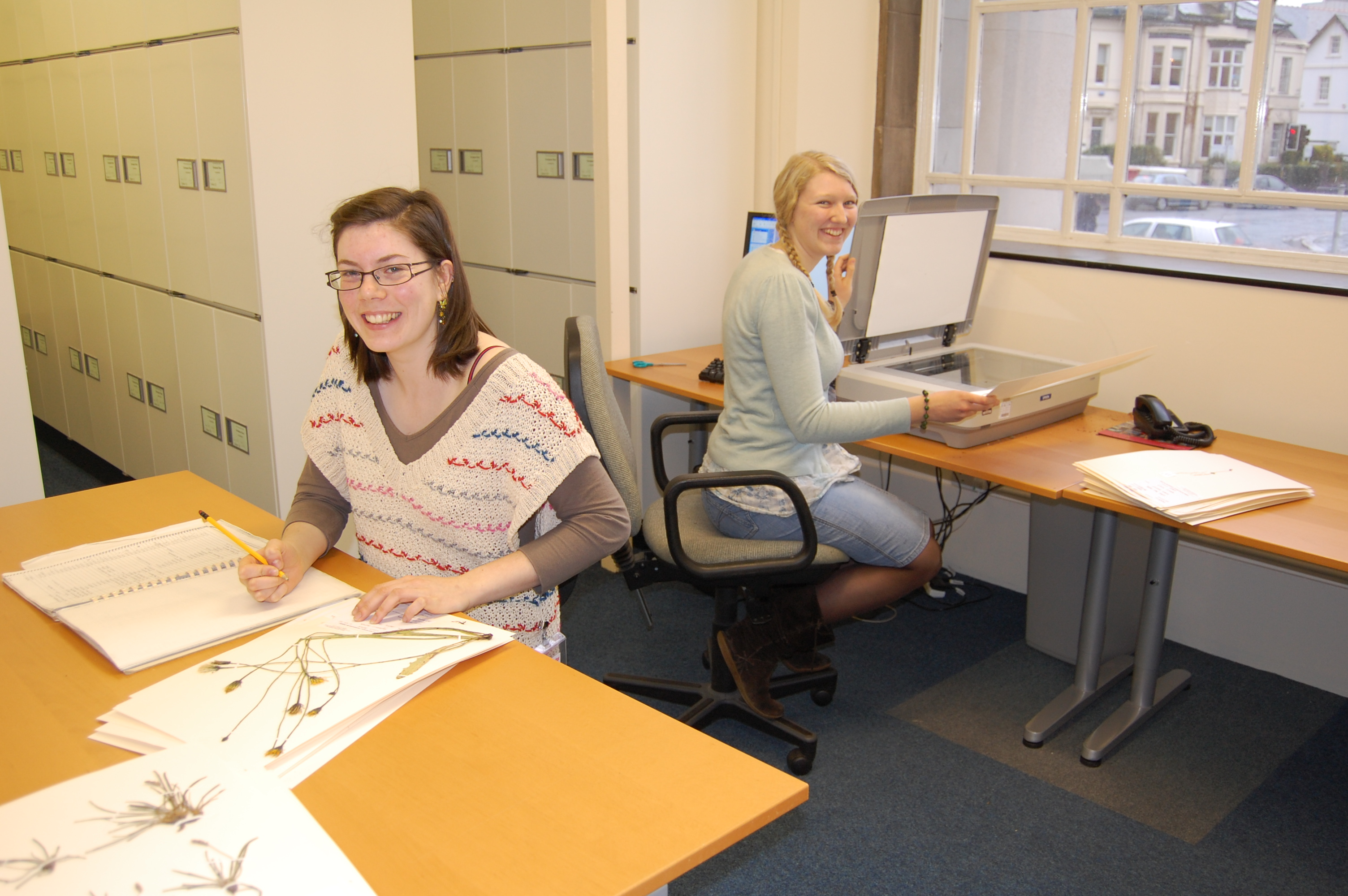
Scanning Гербарій

## Поширення
Цей різновид декоративно-прикладного мистецтва почав поширюватися у Вікторіанську епоху, та набув другого життя приблизно в останні 30 років.
Значне поширення ошибана має в Японії, де вона виникла приблизно 6 століть тому. Японці для виготовлення ошибана-картин використовують пласкі засушені рослини. Безліч книг та вебсайтів з картинами та інструкціями присвячені цьому виду мистецтва.
В СРСР та, пізніше, країнах СНД традиції ошибани походять від Зінаїди Мамонтової, яка присвятила багато часу та сил розробці технології засушування матеріалів рослинного походження, яка дозволила б зберегти їх природний колір та форму.